# Ma'ale Mikhmas
Ma'ale Mikhmas (hébreu : מַעֲלֵה מִכְמָשׂ) est une colonie israélienne, illégale au regard du droit international, située dans le centre de la Cisjordanie, territoire palestinien occupé, à une quinzaine de kilomètres au nord-est de Jérusalem. 
Elle compte compte 1 323 habitants en 2016. 

## Description
Ma'ale Mikhmas est fondée en 1981 par plusieurs familles venues de Ma'ale Adumim. Elle se trouve le long de la route Allon (en). Elle est nommée d'après la localité biblique de Micmash (Isaïe 10:28 ; Esdras 2:27),.
Ma'ale Mikhmas est affiliée à l'organisation Amana.
Elle est rattachée au conseil régional de Mateh Binyamin.
Ma'ale Mikhmas compte à peu près autant d'Israéliens d'origine que d'immigrés de pays anglophones, d'Amérique du Sud, de France et d'Éthiopie. Elle est décrite comme une implantation religieuse. L'homme politique Otniel Schneller (en) a résidé dans la colonie.

## Situation juridique
La communauté internationale dans son ensemble considère les colonies israéliennes de Cisjordanie illégales au regard du droit international, mais le gouvernement israélien conteste ce point de vue.